# Johannes Reinke
Johannes Reinke (* 3. Februar 1849 in Ziethen; † 25. Februar 1931 in Preetz) war ein deutscher Botaniker und vitalistischer Philosoph. An der Christian-Albrechts-Universität war er Lehrstuhlinhaber für Botanik. Sein botanisches Autorenkürzel lautet „Reinke“, sein Pseudonym als Schriftsteller Henning van Horst.

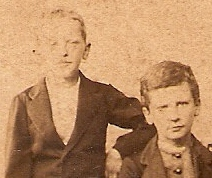
Johannes Reinke (links) mit dem jüngeren Bruder Friedrich Reinke (rechts)

## Leben
Johannes Reinke war eines von zehn Kindern des lutherischen Pastors Theodor (Friedrich Julius) Reinke (1817–1887) und dessen Ehefrau (Henriette Karoline Gottfriede Juliane) Elisabeth, geb. Kämpffer (1821–1880). Der Anatom Friedrich Reinke war sein Bruder.
Reinke studierte ab 1867 zunächst Evangelische Theologie an der Universität Rostock, widmete sich dann aber der Botanik. Im Jahr 1878 wurde er zum Mitglied der Leopoldina gewählt, 1879 wurde er auf einen botanischen Lehrstuhl der Georg-August-Universität Göttingen berufen, wo er das Institut für Pflanzenphysiologie begründete. 1885 wechselte er als  Nachfolger Adolf Englers an die Christian-Albrechts-Universität zu Kiel. 1891/92 war er ihr Rektor. In seiner Rektoratsrede am 5. März 1891 befasste er sich mit den Universitäten im Königreich Preußen. 1921 wurde er emeritiert.
Für die Kieler Universität saß er von 1894 bis 1918 im Preußischen Herrenhaus. Als Abgeordneter rief er in seiner Rede vom 10. Mai 1907 im Preußischen Herrenhaus dazu auf den unheilvollen Einfluss der Evolutionstheorie und des Darwinismus auf die jüngere Generation zurückzudrängen. Ganz besonders hatte er dabei die Aktivitäten des Zoologen und Prorektors der Jenaer Universität Ernst Haeckel zur Popularisierung der Evolutionstheorie und dessen Mitgliedschaft im Deutschen Monistenbund im Visier. Hier sei das Einschreiten des Staates erforderlich, da dieser sich anschicke „umstürzend vorzugehen“. Daneben sah er als ein mögliches Heilmittel an, den Biologieunterricht, der in Preußen zu diesem Zeitpunkt in den Schulen noch verboten war, vorbehaltlos einzusetzen.
Er war seit 1882 ordentliches und seit 1885 auswärtiges Mitglied der Göttinger Akademie der Wissenschaften.

### Werk
Reinke war einer der Gründer der Deutschen Botanischen Gesellschaft. Seine breit gefächerten botanischen Interessen umfassten die Floristik, die Systematik samt den pflanzlichen Entwicklungszyklen, die Zellbiologie und Physiologie der Braunalgen. In Kiel erkannte er als Leiter des Botanischen Gartens das Potential der Kieler Förde und der Ostsee für detaillierte Studien. Zwischen 1888 und 1892 veröffentlichte er eine große Zahl wissenschaftlicher Schriften über die Algen der Nord- und Ostsee. Größere Werke behandeln die Algenfamilie der Tilopteridaceae (1889) und der Sphacelariaceae (1890). Ein Augenleiden zwang ihn sich von der Mikroskopie abzuwenden.
Reinke wurde ein herausragender Vertreter des Neo-Vitalismus und ein starker Kritiker des Darwinismus. bei gleichzeitiger Bejahung des Entwicklungsgedanken. 1901 prägte er den Begriff Theoretische Biologie, um das Fachgebiet aus einem konzeptuellen und theoretischen Blickwinkel aus zu definieren. Damit war auch eine Abgrenzung zur empirischen Biologie gemeint. Reinke versuchte, den evolutionären Prozess durch Morphogenese und genetische Regulation mit Hilfe seiner Dominanten-Theorie zu erklären.
Schließlich wandte er sich vollständig theoretisch-philosophischen Betrachtungen zu und begann, unter dem Pseudonym Henning van Horst religiös motivierte Romane zu schreiben.

### Schriften
- Entwicklungsgeschichtliche Untersuchungen über die Dictyotaceen des Golfs von Neapel. Nova Acta Academiae Caesareae Leopoldino-Carolinae Germanicae naturae curiosorum, Bd. 40, 1 (1878)
- Botanische Abhandlungen aus dem Gebiet der Morphologie und Physiologie. 1878
- Lehrbuch der allgemeinen Botanik. 1880
- Atlas deutscher Meeresalgen. 1889 und 1891
- Die Welt als Tat. Umrisse einer Weltansicht auf naturwissenschaftlicher Grundlage. 1899[6]
- Die Entwicklung der Naturwissenschaften insbesondere der Biologie im neunzehnten Jahrhundert. 1900
- Einleitung in der theoretische Biologie. 1901. 2. Auflage: 1911
- Studien zur vergleichenden Entwicklungsgeschichte der Laminariaceen. 1903
- Philosophie der Botanik. 1905
- Naturwissenschaftliche Vorträge für die Gebildeten aller Stände. 6 Hefte, 1907–1911
- Die Natur und wir. Leichtverständliche Aufzeichnungen. 1907
- Haeckels Monismus und seine Freunde – ein freies Wort für freie Wissenschaft. 1907
- Die Kunst der Weltanschauung. 1911
- Der älteste botanische Garten Kiels. Urkundliche Darstellung der Begründung eines Universitäts-Instituts im siebzehnten Jahrhundert. 1912
- Kritik der Abstammungslehre. 1920
- Grundlagen einer Biodynamik. Borntraeger, Berlin 1922 (Digitalisat)
- Naturwissenschaft, Weltanschauung, Religion. 1923
- Mein Tagewerk. Severus, Hamburg 1925. ISBN 978-3-86347-360-0
- Das dynamische Weltbild. VDM Verlag Dr. Müller, Saarbrücken 1926. ISBN 978-3-8364-3691-5
- Johannes Reinke. Selbstdarstellung seine Philosophie. F. Meiner, Leipzig 1927
- Wissen und Glauben in der Naturwissenschaft, mit besonderer Berücksichtigung der Tierpsychologie. Joh. Ambr. Barth, Leipzig 1929